# Paul Cavanagh
Pour les articles homonymes, voir Cavanagh.
Paul Cavanagh (parfois crédité Paul Cavanaugh) est un acteur anglais, né à Chislehurst (Angleterre, Royaume-Uni) le 8 décembre 1888, mort à Londres (Angleterre, Royaume-Uni) le 15 mars 1964.

## Biographie
Paul Cavanagh débute au théâtre puis au cinéma dans son pays natal, tournant trois films muets britanniques en 1928 et 1929. Cette dernière année, aux États-Unis (où il accomplit une large part de sa carrière), il joue dans une pièce à Broadway (New York). L'année suivante (1930), sortent ses premiers films américains — ceux-ci sont largement majoritaires dans sa filmographie —. En tout, il participe à plus de deux-cents films, le dernier en 1959.
À la télévision, Paul Cavanagh apparaît dans une vingtaine de séries, entre 1950 et 1960.

## Filmographie partielle

### Au cinéma
- 1928 : Tesha d'Edwin Greenwood et Victor Saville
- 1929 : The Runaway Princess d'Anthony Asquith
- 1930 : Strictly Unconventional de David Burton
- 1930 : Grumpy de George Cukor et Cyril Gardner
- 1930 : La Tourmente (The Storm) de William Wyler
- 1930 : The Devil to Pay! de George Fitzmaurice
- 1930 : The Virtuous Sin de George Cukor et Louis Gasnier
- 1931 : Déloyale (Unfaithful) de John Cromwell
- 1931 : Born to Love de Paul Ludwig Stein
- 1931 : Always Goodbye de Kenneth MacKenna
- 1931 : Transgression de Herbert Brenon
- 1931 : Le Mari de l'Indienne (The Squaw Man) de Cecil B. DeMille
- 1931 : Heartbreak de Alfred L. Werker
- 1932 : Devil's Lottery de Sam Taylor
- 1932 : Héritage (A Bill of Divorcement) de George Cukor
- 1932 : The Crash de William Dieterle
- 1933 : Princesse Nadia (Tonight Is Ours) de Stuart Walker
- 1933 : Curtain at Eight de E. Mason Hopper
- 1933 : Meurtre au chenil ou Le Mystère de la chambre close (The Kennel Murder Mystery) de Michael Curtiz
- 1933 : The Sin of Nora Moran de Phil Goldstone
- 1934 : Uncertain Lady de Karl Freund
- 1934 : Tarzan et sa compagne (Tarzan and his Mate) de Jack Conway et Cedric Gibbons
- 1934 : Shoot the Works (en) de Wesley Ruggles
- 1934 : Une femme diabolique (The Notorious Sophie Lang) de Ralph Murphy
- 1934 : One Exciting Adventure d'Ernst L. Frank
- 1934 : Menaces (Menace) de Ralph Murphy
- 1935 : Splendeur (Splendor) d'Elliott Nugent
- 1935 : Je veux être une lady (Goin' to Town) d'Alexander Hall
- 1935 : Escapade de Robert Z. Leonard
- 1935 : Without Regret de Harold Young
- 1935 : Thunder in the Night de George Archainbaud
- 1936 : Champagne Charlie de James Tinling
- 1937 : A Romance in Flanders de Maurice Elvey
- 1939 : Les Petites Pestes (The Under-Pup) de Richard Wallace
- 1939 : La Belle et la loi (Within the Law) de Gustav Machatý
- 1939 : Reno de John Farrow
- 1940 : Cette femme est mienne (I take this Woman) de W. S. Van Dyke
- 1941 : Maisie Was a Lady d'Edwin L. Marin
- 1942 : Les Chevaliers du ciel (Captains of the Clouds) de Michael Curtiz
- 1942 : Pacific Rendezvous de George Sidney
- 1942 : L'Escadrille des aigles (Eagle Squadron) d'Arthur Lubin
- 1943 : La Manière forte (The Hard Way) de Vincent Sherman
- 1944 : La Griffe sanglante (The Scarlet Claw) de Roy William Neill
- 1944 : Le mariage est une affaire privée (Marriage is a Private Affair) de Robert Z. Leonard
- 1945 : La Maison de la peur (The House of Fear) de Roy William Neill
- 1945 : This Man's Navy de William A. Wellman
- 1945 : Club Havana d'Edgar Georg Ulmer
- 1945 : La Femme en vert (The Woman in Green) de Roy William Neill
- 1946 : Nuit et Jour (Night and Day) de Michael Curtiz
- 1946 : The Verdict de Don Siegel
- 1946 : Humoresque de Jean Negulesco
- 1946 : Night in Paradise d'Arthur Lubin
- 1946 : Wife Wanted de Phil Karlson
- 1947 : Le Crime de madame Lexton (Ivy) de Sam Wood
- 1947 : La Femme déshonorée (Dishonored Lady) de Robert Stevenson
- 1948 : Le Secret derrière la porte (Secret beyond the Door) de Fritz Lang
- 1948 : La Flèche noire (The Black Arrow) de Gordon Douglas
- 1948 : L'Extravagante Mlle Dee (You gotta stay happy) d'Henry C. Potter
- 1949 : Madame Bovary de Vincente Minnelli
- 1950 : Le Fils de Robin des Bois (Rogues of Sherwood Forest) de Gordon Douglas

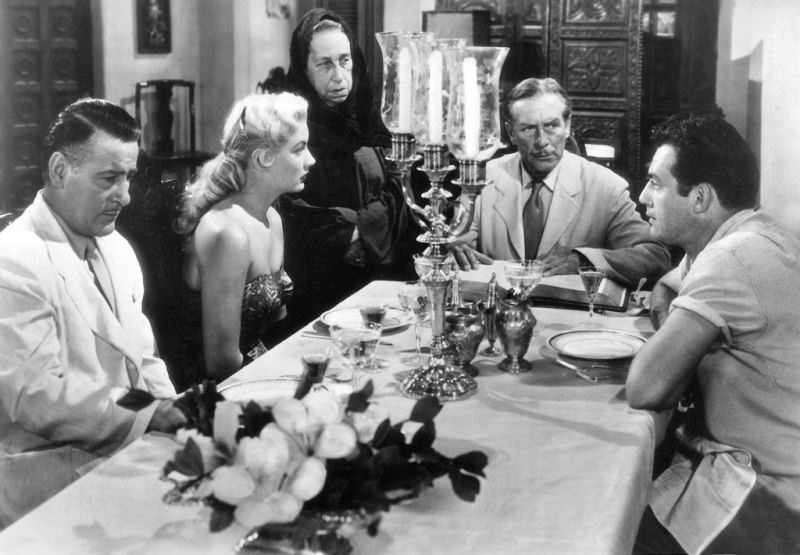
De gauche à droite : Tom Conway, Barbara Payton, Gisele Werbisek, Paul Cavanagh et Raymond Burr, dans Bride of the Gorilla (1951)

- 1951 : La Femme du gorille ([Bride of the Gorilla) de Curt Siodmak
- 1951 : Le Château de la terreur (The Strange Door) de Joseph Pevney
- 1951 : Le Chevalier au masque de dentelle (The Highwayman) de Lesley Selander
- 1951 : Le Renard du désert (The Desert Fox : The Story of Rommel) de Henry Hathaway
- 1951 : Les Nouveaux Exploits de Robin des Bois (Tales of Robin Hood) de James Tinling
- 1951 : Un crime parfait (Hollywood Story) de William Castle
- 1952 : Capitaine sans loi (Plymouth Adventure) de Clarence Brown
- 1952 : Le Faucon d'or (The Golden Hawk) de Sidney Salkow
- 1953 : L'Homme au masque de cire (House of Wax) d'André de Toth
- 1953 : Le Gentilhomme de la Louisiane (The Mississippi Gambler) de Rudolph Maté
- 1954 : Billy the Kid contre la loi (The Law vs. Billy the Kid) de William Castle
- 1954 : La Grande Nuit de Casanova (Casanova's Big Night) de Norman Z. McLeod
- 1954 : Le Secret magnifique (Magnificent Obsession) de Douglas Sirk
- 1954 : Le Gant de fer (The Iron Glove) de William Castle
- 1954 : Le Raid (The Raid) d'Hugo Fregonese
- 1955 : Le Fils prodigue (The Prodigal) de Richard Thorpe
- 1955 : Le Cavalier au masque (The Purple Mask) d'H. Bruce Humberstone
- 1955 : The King's Thief de Robert Z. Leonard
- 1955 : Duel d'espions (The Scarlet Coat) de John Sturges
- 1956 : Francis in the Haunted House de Charles Lamont
- 1956 : Diane de Poitiers (Diane) de David Miller
- 1957 : She Devil de Kurt Neumann
- 1958 : In the Money de William Beaudine
- 1959 : The Four Skulls of Jonathan Drake d'Edward L. Cahn

### À la télévision (séries)
- 1956 : Lassie, Saison 2, épisode 25 The Journey
- 1957-1959 : Perry Mason, Saison 1, épisode 9 The Case of the Vagabond Vixen de Christian Nyby (1957) ; Saison 2, épisode 27 The Case of the Deadly Toy de William D. Russell (1959)

## Théâtre (sélection)
- 1926-1927 : La Nuit des rois, ou Ce que vous voudrez (Twelfth Night, or What you will) de William Shakespeare, avec Esmond Knight (à Londres)
- 1929 : Scotland Yard de Denison Cliff, avec Edward Rigby, Frederick Worlock (à Broadway)